# Костиря Іван Сергійович
Кости́ря Іва́н Сергі́йович (13 січня 1932, с. Федорівське — 27 серпня 2003, Донецьк) — український письменник, член Національної спілки письменників України, лауреат літературної премії ім. В. Короленка, премії ім. В. Шутова. Заслужений працівник культури України. Писав російською мовою.

## Життєпис
Іван Костиря народився 13 січня 1932 року на хуторі Федорівка (тепер — село Федорівське) Межівського району Дніпропетровської області, у родині сільського вчителя. Дитинство і юність провів на Донбасі. Навчався у Дніпропетровській фельдшерській школі, потім — у Київському медичному інституті. Після закінчення інституту повернувся на Донбас, з 1957 по 1965 рік працював у Горлівці дитячим, шкільним лікарем, лікарем швидкої допомоги, а потім — психіатром.
У 1967 році він закінчив Вищі літературні курси при Літературному інституті ім. М. Горького в Москві. Працював у геологічній експедиції та на арктичному криголамі, літературним співробітником в газетах «Социалистический Донбасс» і «Радянська Донеччина», завідувачем відділу російської прози та поезії в журналі «Донбасс»
В останні роки життя мешкав у Донецьку. Наприкінці 1990-тих намагався перейти на українську мову у своїй творчості: «Намагаюся Перейти на українську мову. Важко… але мушу, маю стати прикладом для молодих. Не хочу, щоб вони повторили мою помилку…».
Помер 27 серпня 2003 року, похований на Ново-Ігнатьєвському кладовищі Донецька.

## Творчість
Іван Костиря написав ряд повістей і оповідань для дітей і дорослих: «Капли светятся», «Ненька», «Муравський шлях», «Российский тракт», «У Первого брода», «Хата», «Сторожевой курган», «Меж двух звезд». Його медичне минуле знайшло відображення у повістях «Пора новолуний», «Ночные дежурства», «Детский доктор», «Родословное зеркало», «Врачебная тайна», «Срочный вызов». Написав кілька книг на краєзнавчу тематику: «Думы о Донбассе», «Думы о Диком Поле», «Думы о Донецком Кряже», дитячу науково-фантастичну повість «Сказка о солнечных братьях» та ін. За відображення праці шахтарів у літературі письменник був нагороджений знаком «Шахтарська слава» III й II ступеня. В 1999 році він отримав заохочувальну премію та диплом Фонду нам'яті Олекси Тихого за найкращу публікацію в періодиці матеріалів про Український правозахисний рух в СРСР (стаття «Донбас — колиска правозахисників і патріотів України»).

## Нагороди
- Почесний знак «Шахтарська слава» III та II ступеня
- Грамота Президіума Верховної Ради УРСР
- Заслужений працівник культури України
- Літературна премія ім. В. Короленка
- Премія ім. В. Шутова
- Заохочувальна премія та диплом Фонду нам'яті Олекси Тихого